# Dolichupis cicatrosa
Dolichupis cicatrosa is een slakkensoort uit de familie van de Triviidae. De wetenschappelijke naam van de soort is voor het eerst geldig gepubliceerd in 1870 door G.B. Sowerby II.